# 1559

## Esdeveniments
Països Catalans
- Ferran de Lloaces i Peres, comença a exercir com a 66è president de la Generalitat de Catalunya,
- Jeroni Xanxo comença a fer la portalada de capella de Santa Maria l'Antiga de la Seu Vella de Lleida. L'acabaria tres anys més tard.
- Construcció de les naus gòtiques a La Doma, La Garriga, Vallès Oriental); s'acabaren el 1561.
- Ampliació de la Casa de la Ciutat (Barcelona).
- Construcció de l'ajuntament de Vistabella del Maestrat, Alcalatén.

Resta del món
- 15 de gener, Londres, Anglaterra: Elisabet I d'Anglaterra és coronada reina a l'Abadia de Westminster.
- 23 de març, Etiòpia: L'emperador Gelawdewos, defensant el país de la invasió musulmana de Nur ibn Mujahid, morí en batalla. El succeí el seu germà Menas.
- 3 d'abril, Cateau-Cambrésis, Regne de França: Pau de Cateau-Cambrésis, firmada entre Espanya, Felip II), França, Enric II de França) i Anglaterra, Isabel I d'Anglaterra). França renunciava a la major part de les seves conquestes italianes (retenint, però, Saluzzo), però rebia els bisbats de Metz, Toló i Verdum, i la ciutat de Calais.[1]
- 2 de maig, Edimburg, Escòcia: John Knox torna a Escòcia des de l'exili, i esdevé el cap de la Reforma escocesa.
- 15 d'agost, Badia de Pensacola, Estats Units d'Amèrica: Una expedició espanyola de 1.500 persones en 11 vaixells guiada per Tristán de Luna y Arellano planta una colònia.[2]
- 19 de setembre: L'expedició espanyola a la Badia de Pensacola és més que delmada per un huracà que mata cinc-centes persones i enfonsa cinc vaixells. Després d'intents de reconstruir la colònia, és abandonada el 1561.[3]
- 25 de desembre, Ciutat del Vaticà: Pius IV substitueix Pau IV i esdevé el 224 Papa.
- Fi de les Guerres d'Itàlia.
- Elisabet I d'Anglaterra estableix l'Església d'Anglaterra amb les Llei d'Uniformitat i Llei de Supremacia del 1559.
- Al Japó, Oda Nobunaga recupera definitivament la província d'Owari.
- Portugal pren el domini territorial de Daman i Diu (en l'actual Índia).
- Fundació de la ciutat d'Udaipur, capital de l'estat de Mewar (a l'Índia).
- Es construeix el Palau de Belém, al sud-oest de Lisboa.
- Les llavors de la tabaquera -la planta del tabac- arriben a Europa.

## Naixements
Països Catalans
- Jaume Cordelles i Oms, futur canonge de Barcelona i 79è. President de la Generalitat de Catalunya (1599-1602)

Món
- 18 de febrer - Ginebra (Suïssa): Isaac Casaubon, humanista protestant, erudit i filòleg clàssic
- 22 de juliol - Bríndisi (Itàlia): Sant Llorenç de Bríndisi, caputxí
- 13 de setembre - Nurhaci, considerat el fundador de l'estat Manxú
- 15 de novembre - Viena (Àustria): Albert VII d'Àustria, arxiduc d'Àustria, príncep d'Hongria i de Bohèmia
- data desconeguda
  - George Chapman (Hitchin, Anglaterra): Dramaturg, traductor i poeta anglès
  - Honinbō Sansa (Kyoto, Japó): Un dels millors jugadors de Go del període Edo i fundador de la casa d'Honinbō, una de les quatre grans escoles d'aquest joc

## Necrològiques
Països Catalans
- 17 de novembre - Pere Àngel Ferrer i Despuig, 65è President de la Generalitat de Catalunya
- Lleida: Miquel Puig, 57è President de la Generalitat de Catalunya.

Món
- 1 de gener – Koldinghus, Dinamarca: Cristià III, rey de Dinamarca i Noruega
- 2 de gener – Kalundborg, Dinamarca: Cristià II, rei de Dinamarca, Noruega i Suècia
- 23 de març – L'emperador Gelawdewos d'Etiòpia mor en batalla
- 28 de març - Suzhou (Xina): Wen Zhengming (en xinès tradicional: 文徵明) erudit xinès, expert en jardins, pintor i cal·lígraf important. (n. 1470)[4]
- 30 de març – Annaberg, Alemanya: Adam Ries, matemàtic alemany
- 10 de juliol – París, França: El rei Gelawdewos of Ethiopia mor en un torneig
- 18 d'agost – Roma, Itàlia: El Papa Pau IV mor, enmig del rebuig romà a la seva persona
- 7 de setembre – Ginebra, Suïssa: Robert Estienne, impressor (n. 1503).[5]
- 5 de novembre – Kano Motonobu, pintor japonès nascut el 1476
- 18 de novembre – Londres, Anglaterra: Cuthbert Tunstall, bisbe i conseller reial anglès
- 20 de novembre – Charterhouse, Surrey - Anglaterra: Frances Grey, duquessa de Suffolk i aspirant al tron d'Anglaterra
- data desconeguda
  - Realdo Colombo (Roma, Itàlia): cirurgià anatomista i professor universitari italià
  - Wen Zhengming (Suzhou, Xina): pintor xinès